# Flashpoint (álbum)
Flashpoint es el quinto álbum en vivo de los Rolling Stones lanzado en 1991. Grabado en 1989 y 1990 durante diferentes conciertos de su gira Steel Wheels/Urban Jungle Tour, Flashpoint es el primer álbum en vivo de la banda desde "Still Life" (American Concert 1981) de 1982.

## Historia
Grabado en Norteamérica, Europa y Japón, Flashpoint es el primer material de los Rolling Stones en los 90s y, a diferencia de sus anteriores lanzamientos en vivo, incluye dos grabaciones originales en estudio: Highwire (sobre la Guerra del Golfo) y Sex Drive. Si bien Flashpoint está compuesto principalmente por muchos de sus mayores éxitos mezclados con temas de Steel Wheels, el álbum que originó la nueva gira, también ofrece un par de canciones poco frecuentes en el repertorio de la banda: Factory Girl, de Beggars Banquet, y Little Red Rooster, con Eric Clapton en guitarra como invitado en la última.
Flashpoint significó el fin de la relación de los Rolling Stones con Sony Music. En 1991, con Joe L. White como mánager, firmarían un nuevo y lucrativo contrato discográfico con Virgin Records. El álbum fue lanzado en abril de 1991 y fue generalmente bien recibido alcanzando el puesto #6 en las listas del Reino Unido y el #16 en los Estados Unidos en donde obtuvo un disco de oro.
En 1998, Flashpoint fue remasterizado y relanzado por Virgin Records.

## Lista de temas
Todos los temas compuestos por Mick Jagger y Keith Richards, salvo donde se indique.
1. "(Intro) Continental Drift" – 0:29
2. "Start Me Up" – 3:54 (Death Valley Stadium, Clemson 26 de noviembre de 1989)
3. "Sad Sad Sad" – 3:33 (Convention Center, Atlantic City 19 de diciembre de 1989)
4. "Miss You" – 5:55 (Gator Bowl, Jacksonville, FL 25 de noviembre de 1989)
5. "Rock and a Hard Place" – 4:51 (Gator Bowl, Jacksonville, FL 25 de noviembre de 1989)
6. "Ruby Tuesday" – 3:34 (Tokyo Dome, Tokio, Japón 27 de febrero de 1990)
7. "You Can't Always Get What You Want" – 7:26 (Gator Bowl, Jacksonville, FL 25 de noviembre de 1989)
8. "Factory Girl" – 2:48 (Wembley Stadium, Londres, Inglaterra 6 de julio de 1990)
9. "Can't Be Seen" – 4:17 (Death Valley Stadium, Clemson 26 de noviembre de 1989)
10. "Little Red Rooster" (Willie Dixon) – 5:15 (Convention Center, Atlantic City 19 de diciembre de 1989)
  - con Eric Clapton en guitarra
11. "Paint It, Black" – 4:02 (Estadio Olímpico de Montjuic, Barcelona, España 13 de junio de 1990)
12. "Sympathy for the Devil" – 5:35 (Tokyo Dome, Tokio, Japón 26 de febrero de 1990)
13. "Brown Sugar" – 4:10 (Stadio Delle Alpi, Turín, Italia 28 de julio de 1990)
14. "Jumpin' Jack Flash" – 5:00 (Tokyo Dome Tokio, Japón 27 de febrero de 1990)
15. "(I Can't Get No) Satisfaction" – 6:08 (Death Valley Stadium, Clemson 26 de noviembre de 1989)
16. "Highwire" – 4:46
17. "Sex Drive" – 5:04

## Listas de éxitos
Album
| Año  | Chart             | Posición |
| ---- | ----------------- | -------- |
| 1991 | UK Top 75 Albums  | 6        |
| 1991 | The Billboard 200 | 16       |

Singles
| Año  | Sencillo       | Chart                  | Posición |
| ---- | -------------- | ---------------------- | -------- |
| 1991 | "Highwire"     | The Billboard Hot 100  | 57       |
| 1991 | "Highwire"     | Mainstream Rock Tracks | 1        |
| 1991 | "Highwire"     | Modern Rock Tracks     | 28       |
| 1991 | "Highwire"     | Hot 100 Airplay        | 70       |
| 1991 | "Highwire"     | UK Top 75 Singles      | 29       |
| 1991 | "Ruby Tuesday" | UK Top 75 Singles      | 59       |
| 1991 | "Sex Drive"    | Mainstream Rock Tracks | 40       |

- Datos: Q573488